# Musa Naranj
Musa Naranj (în persană موسي نارنج, de asemenea, romanizat ca Mūsá Nāranj) este un sat din Districtul rural Sar Firuzabad, Districtul Firuzabad, Shahrestānul Kermanshah, provincia Kermanshah, Iran. La recensământul din 2006, populația sa era de 136 de locuitori, în 36 de familii.